# Muscopteryx hilaris
Muscopteryx hilaris là một loài ruồi trong họ Tachinidae.